# 沙爾霍羅德區

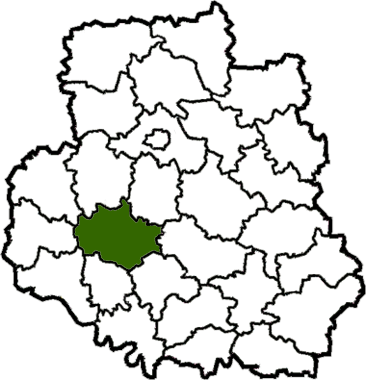

48°45′N 28°6′E / 48.750°N 28.100°E
沙爾霍羅德區（烏克蘭語：Шаргородський район）是位於烏克蘭西南部文尼察州的舊區，首府設於沙爾霍羅德，並於2020年被撤銷。該區面積1,140平方公里，2013年人口58,556，人口密度每平方公里51.36人。